# Список епізодів телесеріалу «Усі жінки — відьми»
Список епізодів популярного телесеріалу "Усі жінки — відьми", прем'єра якого відбулася на американському телебаченні 7 жовтня 1998 року . Серіал завершився 21 травня 2006 року. Всього було показано 8 сезонів, що складаються з 178 епізодів.
Епізоди відсортовані за датою показу на екранах. У список не включені епізоди, які не було показано в ефірі.

## Сезони
| Сезон | Сезон | Епізоди | Оригінальні покази | Оригінальні покази | Оригінальні покази українською | Оригінальні покази українською |
| Сезон | Сезон | Епізоди | Прем'єра           | Фінал              | Прем'єра                       | Фінал                          |
| ----- | ----- | ------- | ------------------ | ------------------ | ------------------------------ | ------------------------------ |
|       | 1     | 22      | 7 жовтня 1998      | 26 травня 1999     | жовтень 2001                   | 2001                           |
|       | 2     | 22      | 30 вересня 1999    | 18 травня 2000     | 2001                           | 2001                           |
|       | 3     | 22      | 5 жовтня 2000      | 17 травня 2001     | травень 2003                   | 2003                           |
|       | 4     | 22      | 4 жовтня 2001      | 16 травня 2002     | 2003                           | 2003                           |
|       | 5     | 23      | 22 вересня 2002    | 11 травня 2003     | травень 2004                   | 2004                           |
|       | 6     | 23      | 28 вересня 2003    | 16 травня 2004     | вересень 2005                  | 2005                           |
|       | 7     | 22      | 12 вересня 2004    | 22 травня 2005     | 2005                           | 2005                           |
|       | 8     | 22      | 25 вересня 2005    | 21 травня 2006     | травень 2008                   | 2008                           |

## Епізоди

### Перший сезон (1998-99)
| Номер серії | Номер серії у сезоні | Назва серії                                                               | Режисер(и)     | Сценарист(и)               | Оригінальний показ | Оригінальний показ українською | Виробничий код | Глядачі (у мільйонах) |          |
| --- | -------------------- | ------------------------------------------------------------------------- | -------------- | -------------------------- | ------------------ | ------------------------------ | -------------- | --------------------- | -------- |
| 1 | 1                    | «Something wicca this way comes» «Назріває щось магічне»                  | Джон Кретчмер  | Констанс Бердж             | 7 жовтня 1998      | Буде оголошено                 | жовтень 2001   | 1498704               | 7.7      |
| У Сан-Франциско, три сестри Галлівелл зустрілися в будинку їхнього дитинства. Старша Прю - мудра, цілеспрямована, володіє діловою хваткою. Для сестер, які рано втратили матір, а потім і бабусю, Прю стала опорою в житті. Пайпер - середня Галлівелл, добра, простодушна, весь час виступає в ролі миротворця, намагаючись примирити норовливу Прю і навіжену Фібі. Саме найменша із них, яка повернулася з Нью-Йорка, на горищі знаходить старовинну книгу і за її допомогою дівчата набувають надприродніх сил. |                      |                                                                           |                |                            |                    |                                |                |                       |          |
| 2 | 2                    | «I've got you under my skin» «Я відчуваю тебе під своєю шкірою»           | Джон Кретчмер  | Бред Керн                  | 14 жовтня 1998     | Буде оголошено                 | невідомо       | 4398001               | невідомо |
| Сестри намагаються тримати їх магічні сили під контролем. Це особливо сильно заперечує Фібі, яка не може чинити опір видінням майбутнього. Симпатичний хлопець на ім'я Стефан пропонує Фібі провести фотосесію і запрошує до себе в студію. Бачення, яке відвідало Фібі, попереджає її, що Стефан насправді Джавна - могутній демон, що забирає життя і молодість, щоб продовжити свою вічність і красу, але занадто пізно...                                                                                       |                      |                                                                           |                |                            |                    |                                |                |                       |          |
| 3 | 3                    | «Thank you for not morphing» «Спасибі за те, що ти не змінюєшся»          | Еллен Прессмен | Кріс Левінсон Зак Естрін   | 21 жовтня 1998     | Буде оголошено                 | невідомо       | 4398003               | невідомо |
| Сестри помічають, що хтось намагається вкрасти «Книгу Темряви». І починається це відразу ж після повернення їх «блудного» батька. |                      |                                                                           |                |                            |                    |                                |                |                       |          |
| 4 | 4                    | «Dead man dating» «Побачення з мерцем»                                    | Річард Комптон | Хав'єр Ґріжо-Марксуач      | 28 жовтня 1998     | Буде оголошено                 | невідомо       | 4398005               | невідомо |
| Фібі влаштовується на роботу ворожкою в готель, щоб накопичити грошей на подарунок Прю. Сестри допомагають привиду вбитого юнака врятуватися від демона, і відновити справедливість. Прю дізнається, що Енді вже був одружений. |                      |                                                                           |                |                            |                    |                                |                |                       |          |
| 5 | 5                    | «Dream sorcerer» «Повелитель снів»                                        | Нік Марк       | Констанс Бердж             | 4 листопада 1998   | Буде оголошено                 | невідомо       | 4398002               | невідомо |
| Божевільний учений проникає у сни Прю і намагається її вбити. Фібі і Пайпер використовують любовне заклинання, однак, все виходить зовсім не так, як вони хотіли. |                      |                                                                           |                |                            |                    |                                |                |                       |          |
| 6 | 6                    | «The wedding from hell «Пекельне весілля»                                 | Річард Ґінті   | Ґреґ Елліот Майкл Перрікон | 11 листопада 1998  | Буде оголошено                 | невідомо       | 4398004               | невідомо |
| 7 | 7                    | «The fourth sister» «Четверта сестра»                                     | Ґілберт Адлер  | Едіт Свеснсен              | 18 листопада 1998  | Буде оголошено                 | невідомо       | 4398006               | невідомо |
| Зла жриця Калі використовує складного підлітка Евіву, щоб заволодіти силами Чародійок. Відносини Прю з Енді псуються, а Пайпер і Фібі, навпаки, починають змагатися за увагу їх слюсаря, Лео. |                      |                                                                           |                |                            |                    |                                |                |                       |          |
| 8 | 8                    | «The truth is out there… and it hurts» «Істина десь поруч... і це ранить» | Джеймс Контнер | Кріс Левінсон Зак Естрін   | 25 листопада 1998  | Буде оголошено                 | невідомо       | 4398007               | невідомо |
| Триокий чаклун вбиває людей, які в майбутньому створять вакцину проти демонів. Прю за допомогою заклинання правди намагається дізнатися, як Енді відреагує, дізнавшись про її таємницю. |                      |                                                                           |                |                            |                    |                                |                |                       |          |
| 9 | 9                    | «The witch is back» «Відьма повернулася»                                  | Річард Дено    | Шеріл Андерсон             | 16 грудня 1998     | Буде оголошено                 | невідомо       | 4398008               | невідомо |
| Трьохсотрічний чаклун, вирвавшись з ув'язнення, намагається заволодіти силами сестер — і вони воскрешають прародительку свого роду, яка й ув'язнила колись чаклуна. |                      |                                                                           |                |                            |                    |                                |                |                       |          |
| 10 | 10                   | «Wicca envy» «Чаклунська заздрість»                                       | Мел Дамскі     | Бред Керн Шеріл Андерсон   | 13 січня 1999      | Буде оголошено                 | невідомо       | 4398009               | невідомо |
| Начальник Прю і його перша помічниця виявляються чаклуном і відьмою та намагаються роздобути Силу Трьох. Лео їде, але говорить Пайпер, що обов'язково повернеться. |                      |                                                                           |                |                            |                    |                                |                |                       |          |

11|11|«Feats of Clay»|«Подвиги Клея»|
Кевін Інч|Майкл Перрікон,Грег Елліот,Кріс Левінсон і Зак Естрін|20 січня|19994398010|
Колишній хлопець Фібі підкидає сестрам прокляту єгипетську урну...
12|12|«The Wendigo»|«Вендіго»|Джеймс Л. Конуей|Едіт Светсен|3 лютого|19994398011|
Вночі в парку на Пайпер нападає Вендіго.Їй вдається вижити,але незабаром вона сама починає перетворюватися на перевертня.Прю приймає Фібі до себе на роботу,і за допомогою свого дару,Фібі допомагає давно викраденій дівчинці Тері Лейн зустрітися з її матір'ю.